# لو روزنبرغ
لو روزنبرغ (بالإنجليزية: Lou Rosenberg)‏ هو لاعب كرة قاعدة أمريكي، ولد في 5 مارس 1904 في سان فرانسيسكو في الولايات المتحدة، وتوفي في 8 سبتمبر 1991.

## وصلات خارجية
- لو روزنبرغ على موقعبيزبول رفرنس.كوم (الدوري الرئيسي) (الإنجليزية)
- لو روزنبرغ على موقعبيزبول رفرنس.كوم (الدوري الثانوي) (الإنجليزية)
- لو روزنبرغ على موقع مشجعي الرسوم البيانية (الإنجليزية)